# Adoxia iridescens
Adoxia iridescens es una especie de  coleóptero de la familia Chrysomelidae. Fue descrita científicamente por primera vez en 1914 por Broun.